# Jimmy Oliver
Pour les articles homonymes, voir Oliver.
Jimmy Oliver, né le 12 juillet 1969 à Menifee, dans l'Arkansas, est un ancien joueur américain de basket-ball, évoluant aux postes d'arrière et d'ailier.

## Palmarès
- 3e du championnat du monde 1998
- Coupe Saporta en 2001